# Маттіас Цурбріґґен
Маттіас Цурбріґґен (нім. Matthias Zurbriggen; нар. 15 травня 1856, Заас-Фее — пом. 21 червня 1917, Женева) — швейцарський альпініст. Протягом свого життя підкорив багато вершин, мандрував Альпами, Південною Америкою, в Гімалаях і Новій Зеландії. Найвідоміше його сходження — підкорення вершини Аконкагуа, найвищого піку в Північній та Південній Америці. Цурбріґґен самостійно опанував гірське мистецтво та виконав низку сходжень в Альпах. У 1890-х роках він провів декілька експедицій, зокрема на гору Кука в Новій Зеландії.

## Життєпис

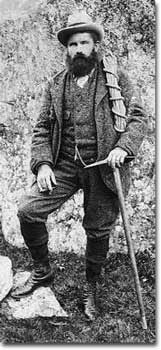
Маттіас Цурбріґґен, 1902

Маттіас Цурбріґґен народився 1856 року в Заас-Фее. Його батько був шевцем. У віці чотирнадцяти років Маттіас покинув свою родину і працював різноробом. Також працював конюхом та на млині.
У середині 1880-х років Маттіас вирішив стати гірським гідом. Не маючи спочатку ніякого гірського досвіду, він самостійно набув усіх необхідних навичок, почав працювати з клієнтами в Альпах та зробив низку серйозних сходжень. 1887 року він, супроводжуючи англійського альпініста Оскара Еккенштейна, зробив перше сходження на Дюрренгорн південно-західним гребенем, перше сходження і траверс вершини Штеккнадельгорн, перше наскрізне проходження перевалу Надельгорн між вершинами Ленцшпітце (4294 м) і Надельгорн (4327 м). Згодом він виконав низку сходжень у гори Монте-Роза і Матергорн з Емілем-Реєм.

Перша експедиція Цурбріґґена відбулась до Каракоруму 1892 року, разом з Вільямом Мартіном Конвеєм і Оскаром Еккенштейном. 1894 року поїхав досліджувати Нову Зеландію. 14 березня 1895 року зробив перше сходження на гору Кука. 1897 року вирушив в Анди з експедицією на чолі з Едвардом Фіцджеральдом — для того, щоб підкорити вершину Аконкаґуа. 14 січня того ж року Цурбріґґен підкорив найвищу вершину обох Америк Аконкаґуа. Під час тієї ж експедиції він зробив перше сходження на вершину Тупунґато з англійцем Стюартом Вінесом.

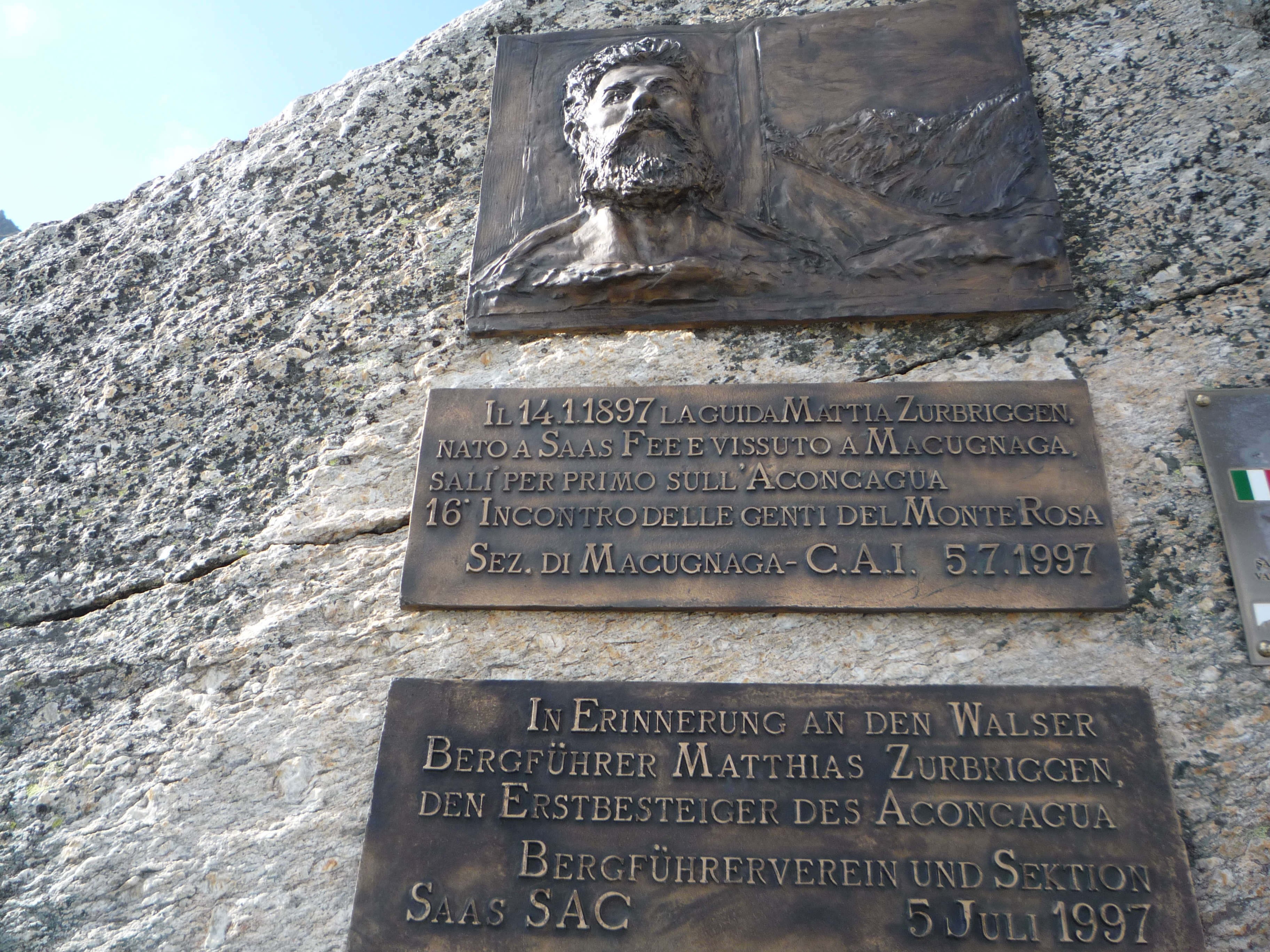
Перевал Монте Моро, пам'ятна дошка Маттіасу Цурбріґґену

1899 року він був найнятий подружжям Воркменів для вивчення льодовика Балторо. 1900 року взяв участь в експедиції на Тянь-Шань, а 1902 року супроводжував подружжя Воркменів у Гімалаях. 1906 року Цурбріґґен відвідав гори Монте-Роза, а потім закінчив з альпінізмом.
З 1906 року Маттіас Цурбріґґен жив як волоцюга, страждав від алкоголізму. 21 червня 1917 року Цурбріґґен вчинив самогубство — він був знайдений повішеним у Женеві.

## Сходження
- 1887 — сходження на Дюрренгорн[en] (4035 м);
- 1887 — сходження на Штеккнадельгорн[en] (4241 м);
- 1892 — сходження на пік Піонер (6890 м) — допоміжний пік гори Балторо-Кангрі;
- 1894 — перше сходження на гору Сефтон (3151 м);
- 1895 — перше сходження на гору Тасман (3498 м);
- 1895 — перше сходження соло на гору Кука (3724 м);
- 1896 — Монте-Роза (4634 м);
- 1897 — перше сходження на Аконкаґуа (6962 м), 14 лютого 1897;
- 1897 — Тупунґато (6570 м), 12 квітня 1897;
- 1899 — Косер-Ґунге[de] (6401 м);

## Пам'ять
Маттіас Цурбріґґен був визнаний багатьма своїми сучасниками й альпіністами наступних поколінь одним із кращих гірських гідів свого часу. Його цінували за ретельність і педантичність при підготовці маршрутів, здатність орієнтуватися і знаходити маршрут у важкодоступній місцевості, почуття впевненості та здатності приймати швидкі та правильні рішення там, де це було необхідно. Він вважав, що існує маршрут на будь-яку вершину. Його завзятість, в поєднанні з відмінною фізичною підготовкою, дозволила йому здійснити низку складних і знаменитих сходжень по всьому світу.
Маттіас Цурбріґґен увійшов у список 10 кращих гірських гідів всіх часів за версією «The Mountain Encyclopedia».
На честь Цурбріґґена були названі кілька географічних об'єктів в усьому світі: перевал «Цурбріґґен» між вершинами Людвігсгеге та Шварцгорн у Пеннінських Альпах в масиві Монте-Роза, гребінь «Цурбріґґен» у Новій Зеландії і вершина «Церро-Цурбріґґен» в Аргентині.